# Lan tổ điểu
Lan tổ điểu (danh pháp hai phần: Asplenium antiquum) là một loài dương xỉ thuộc nhóm dương xỉ tổ chim. Gần gũi với nó là loài Asplenium nidus phân bổ rộng rãi tại các khu rừng nhiệt đới. Lan tổ điểu được dùng làm cảnh nhiều tại các nước châu Âu và Hoa Kỳ.

## Nơi sống
Chúng sống bám trên những thân cây gỗ khác bằng hệ thống rễ chùm chắc khỏe để có thể hút chất dinh dưỡng từ cây khác.Lá dày có hình giáo,phần gốc lá có nhiều vảy.Lá xòe rộng như cái tổ chim nên xuất phát từ tên gọi của nó.

## Công dụng
Theo nghiên cứu chúng rất giàu dinh dưỡng, ở Nhật Bản người ta sử dụng nó để chế biến các món ăn.Theo Đông Y chúng có vị đắng tính ấm tác dụng cường gân,lợi thủy,thông huyết,tráng cốt.Dùng trong các bệnh về tóc và da đầu.Một số nơi dùng làm thuốc chữa bong gân sai khớp

## Cách trồng
Cây lan tổ điểu là loại cây rất dễ trồng và chăm sóc.Có thể nhân giống cây bằng cách tách gốc.
Điều kiện để cây phát triển tốt:
+Đất trồng:pH trung tính từ 5.5-6.5 như than bùn,chất mùn...
+Ánh sáng:Vị trí có ánh sáng nhẹ,nơi bóng mát,tránh cây khô héo
+Nhiệt độ:15 độ đến 25 độ C 
+Nước:Giữ cây luôn ẩm ướt thường xuyên

## Hình ảnh

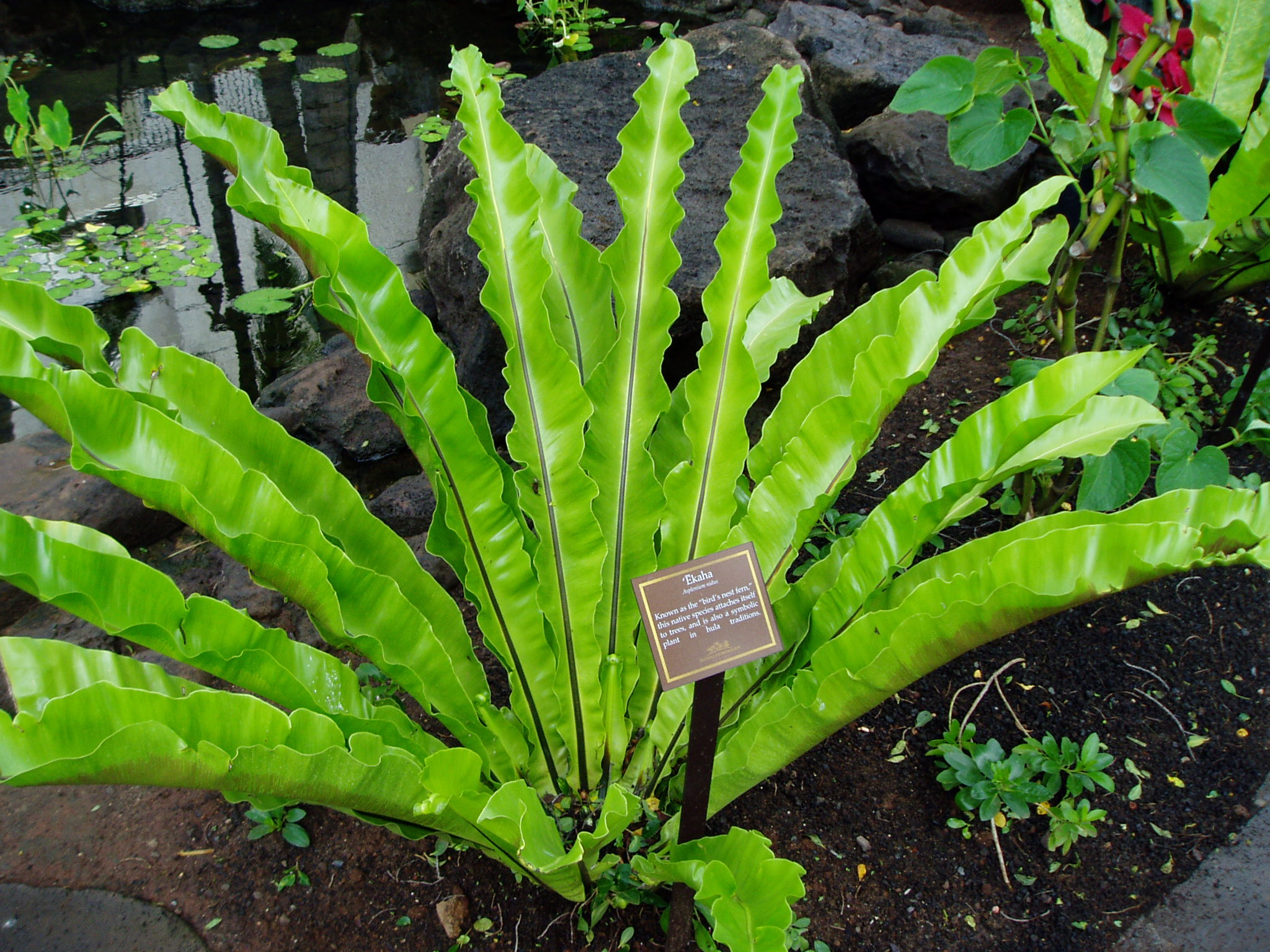
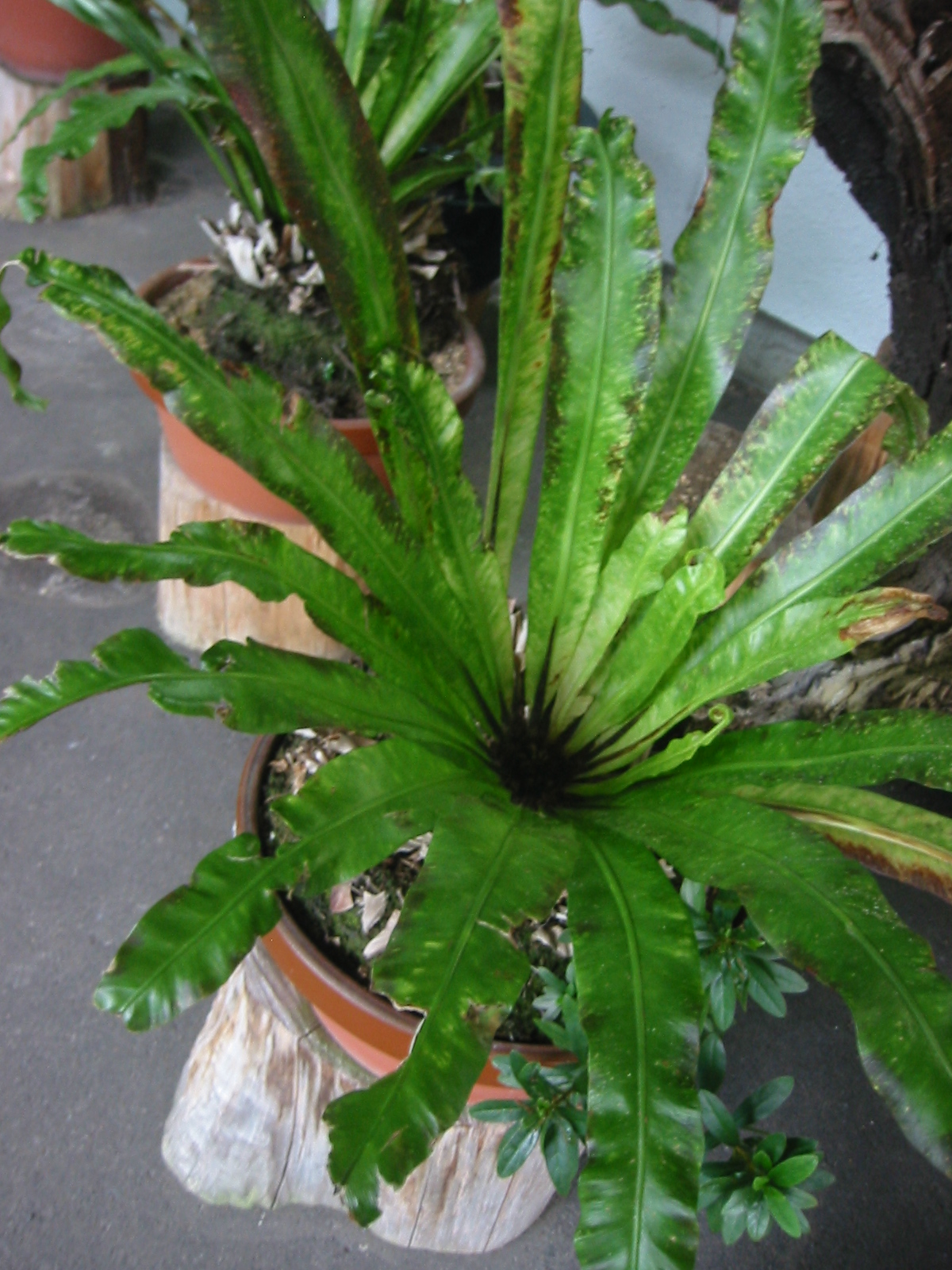
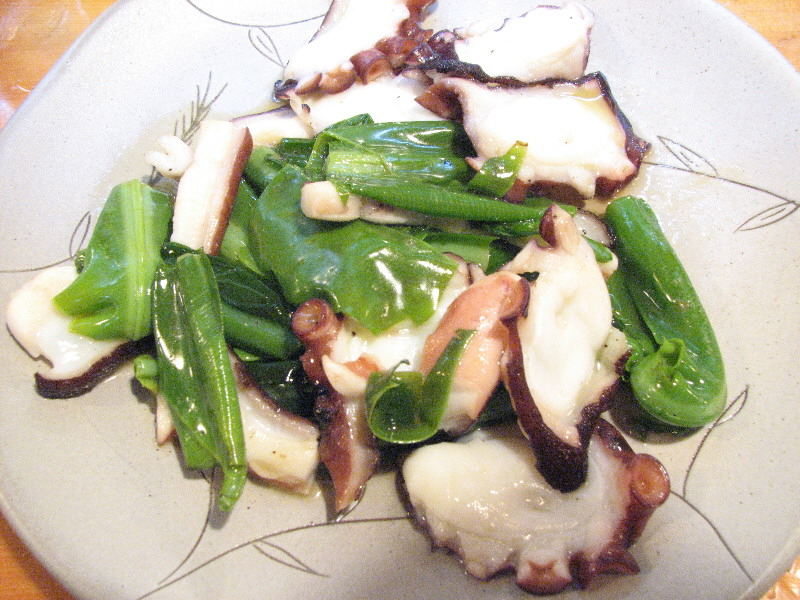
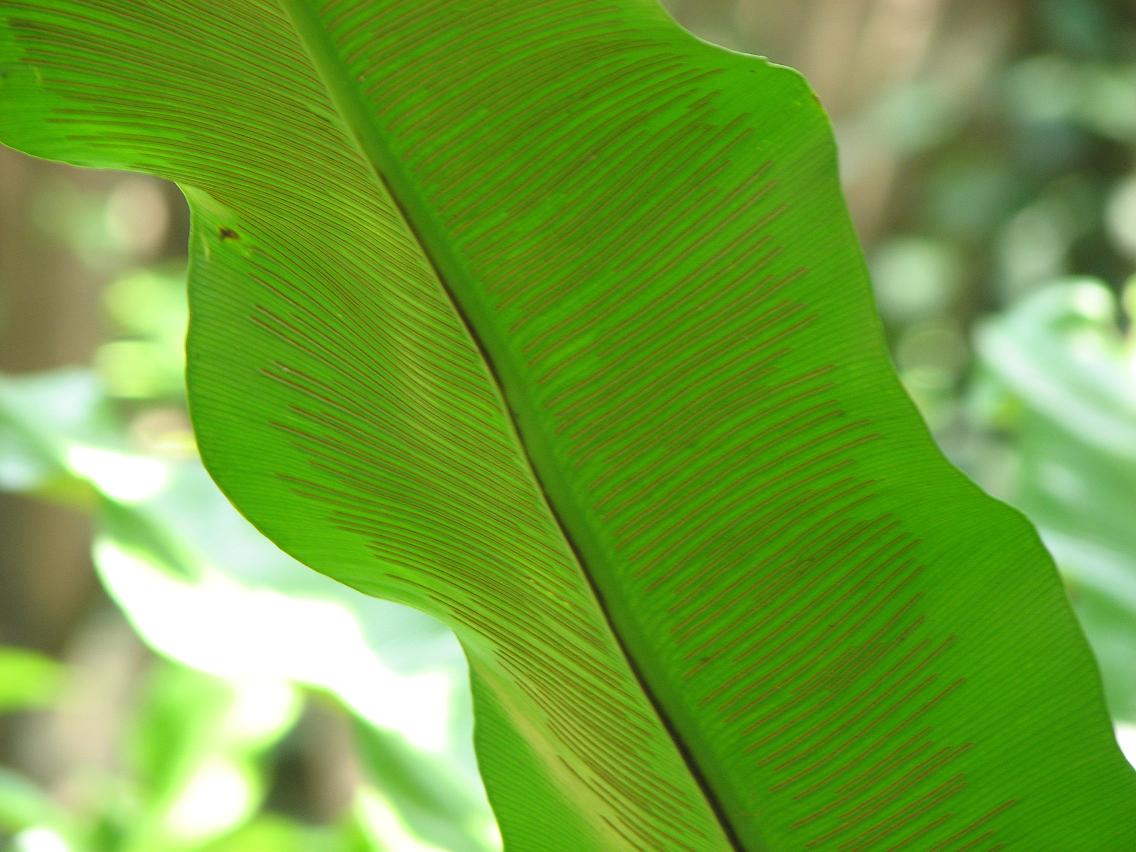